# Cut Nyak Dhien
Cut Nyak Dhien (także Tjoet Nja’ Dhien lub Tjoet Njak Dhien; ur. ok. 1848, zm. 1908) – przywódczyni aczińskich sił partyzanckich podczas wojny w Aceh. Po śmierci męża Teuku Umara przez 25 lat prowadziła działania partyzanckie przeciwko Holendrom. Pośmiertnie, w 1964 r., została uhonorowana tytułem Bohatera Narodowego Indonezji.